# کلیسای سنندج
کلیسای سنندج مربوط به دوره قاجار است و در سنندج، محله اغازمان، خیابان نمکی، کوچه کلیسا واقع شده و این اثر در تاریخ ۲۵ اسفند ۱۳۷۸ با شمارهٔ ثبت ۲۶۶۳ به‌عنوان یکی از آثار ملی ایران به ثبت رسیده‌است.
این بنا در ضلع غربی خیابان نمکی و در محله قدیمی (آغه زمان) که محله‌ای مسیحی‌نشین است قرار دارد. اواخر صفویه در زمان حکومت شاه عباس دوم هنگامی كه دولت عثمانی به قتل عام مسیحیان عراق پرداخت  گروهی از كلدانی های اهل كركوك عراق  در كردستان ایران پناهنده شدند  و در شهر سنندج ساكن شدند دودران زمان والیان اردلان برای مسیحیان تبعیدی این کلیسارابنا نهادند شیوه ساخت و نوع معماری کلیسای سنندج تحت تأثیر معماری سبک اصفهانی است و تلفیقی از نماسازی سبک بومی مانند طاق نما و ستون‌های آجری در آن به کار رفته که به فرم مشعل در بخش فوقانی به صورت سه ترکی آجرکاری شده‌است. خطوط عمودی در نمای بیرونی ساختمان تأکید بر ارتفاع کلیساست .
در گل دسته ناقوس کلیسا کاشی‌های معقلی و گره چینی قابل ملاحظه است. حجاری سنگ‌های سردر ورودی که دارای نقش گل لوتوس و ترنج است، کار استادان سنندجی است. این کلیسا دارای قناتی فعال است و آب نمای زیبایی نیز در داخل حیاط آن در ضلع جنوبی دیده می‌شود.	 